# Ippolito Desideri

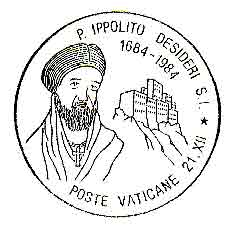

Ippolito Desideri (ur. 20 lub 21 grudnia 1684 w Pistoi zm. 14 kwietnia 1733 w Rzymie) – włoski misjonarz, jezuita, jeden z pierwszych europejskich badaczy kultury tybetańskiej i buddyzmu tybetańskiego.

## Życiorys
Był szóstym dzieckiem Iacopo Desideriego i Marii Maddaleny Cappellini. Wcześnie (15 kwietnia 1687) stracił matkę. Kształcił się początkowo w szkole jezuickiej w rodzinnym mieście. W 1700 udał się do Rzymu i wstąpił do Towarzystwa Jezusowego. W 1702 złożył śluby i podjął studia w Kolegium Rzymskim. W 1712 złożył na ręce generała zakonu Tamburiniego prośbę o skierowanie na misje w Indiach. Została ona rozpatrzona pozytywnie. W 1713 Desideri znalazł się na Goa, stamtąd udał się do Delhi. W 1714 spotkał ojca Emanuela Freyre'a i wraz z nim postanowił przedostać się do Lhasy. Po trwającej niespełna dwa lata podróży przez Kaszmir, Ladakh i Caparang, 16 marca, 17 lub 18 marca 1716 zakonnicy dotarli do tybetańskiej stolicy. Freyre po około tygodniu udał się w drogę powrotną, natomiast Desideri rozpoczął aktywną działalność misyjną.
Pozostawił między innymi traktaty apologetyczne w języku tybetańskim.